# Kikkoman
Киккоман (яп. キッコーマン, англ. Kikkoman) — японская международная продовольственная компания. Основная продукция — соевый соус, приправы, мирин, сётю, саке, соки и другие напитки; также компания занимается лекарствами и ресторанным обслуживанием.

## Название
Согласно сайту компании,

Название Kikkoman®, как и многие японские названия, имеет особый смысл. Кикко по-японски означает «панцирь черепахи», а ман — число «10 000». Согласно японской легенде, черепахи живут до 10 000 лет и символизируют счастье, успех и долголетие.
Это то, к чему стремится компания, поэтому Kikkoman много лет назад выбрали для себя это название и логотип. Характерный шестиугольник, символизирующий черепаший панцирь, и японский иероглиф, обозначающий число 10 000, объединяют в себе традиции и инновации.
— https://www.kikkoman.ru/vsjo-o-kikkoman/kompanija/brend-i-logotip

## История
Официально компания под названием Noda Shoyu Co. зарегистрирована 7 декабря 1917 года в городе Нода (префектура Тиба), но имеет гораздо более древнюю историю: минимум с 1603 года, когда она впервые упоминается в виде семейного бизнеса (англ. Family business) семей Моги и Таканаси. В 1872 году соус семьи Моги участвовал во всемирной выставке в Амстердаме, а в 1873 году в Австрии. В 1879 году семья Моги зарегистрировала бренд «Kikkoman» в Калифорнии (США), в 1886 году — в Германии. Изначально компания занималась поставками соевого соуса для японских эмигрантов, проживающих в США, впоследствии расширила поставки в связи с ростом популярности продукта среди коренного населения США, чему способствовала отправка американских военнослужащих в различные азиатские страны на протяжении 50-70-х годов XX века. В 1957 году Kikkoman учредила дочернее предприятие Kikkoman International со штаб-квартирой в городе Сан-Франциско (Калифорния) для исследования американского рынка и популяризации соевого соуса в среде американских потребителей. В 1972 году Kikkoman открывает первый собственный завод в США, изменено позиционирование соевого соуса, он стал преподноситься в качестве универсальной приправы для любых видов блюд, а не только как традиционный элемент восточной кухни. В 1973 году компания выпустила в США кулинарную книгу с рецептами с использованием соевого соуса и терияки. Через 7 лет эти книги можно было найти во всех магазинах США и Канады. Проводилась и агрессивная маркетинговая кампания — в американских супермаркетах организовывались специальные уголки, где готовились стейки с использованием соусов компании Kikkoman, спонсировались различные кулинарные шоу, был также заключен спонсорский контракт с компанией Disneyworld. В 1972 году компанией была открыта сеть ресторанов в Германии, которая стала быстро расширяться. В 1974 году уже в Японии появились две ресторанные сети компании — Colza и Kushi Colza.
В 1964 году название было изменено на Kikkoman Shoyu Co., Ltd, а в 1980 — на нынешнее Kikkoman Corporation.
В 1990 году компания открывает первый завод в Азии вне Японии — на острове Тайвань. Создается дочерняя структура Kikkoman Trading (S) Pte. Ltd. для продвижения продукции в Сингапуре, также была организована новая компания для освоения потребительских рынков Австралии и Новой Зеландии. Ставший в 1995 году президентом компании Моги Юзабуро смог существенно поднять продажи — до 4 млрд в год $. Подобный рост случился из-за расширения ассортимента продукции Kikkoman — фактически бренд стал позиционироваться как универсальный производитель азиатской еды. В 2005 году компания сообщила, что в ней работают 6350 человек, к 2013 году это количество немного выросло до примерно 6500 человек.
К 2022 году Киккоман имеет девять собственных заводов, помимо Японии, в США, Австралии, Китае, Сингапуре, Нидерландах и на Тайване — на этих заводах ежегодно разливается около 400 миллионов литров соевого соуса. Продукция Киккоман известна более чем в 100 странах мира.
В России продукция Киккоман известна с 2002 года и, по заявлению сайта tkmistral.ru, «Kikkoman является брендом № 1 на российском рынке, став за 12 лет любимым соевым соусом россиян».

## Факты

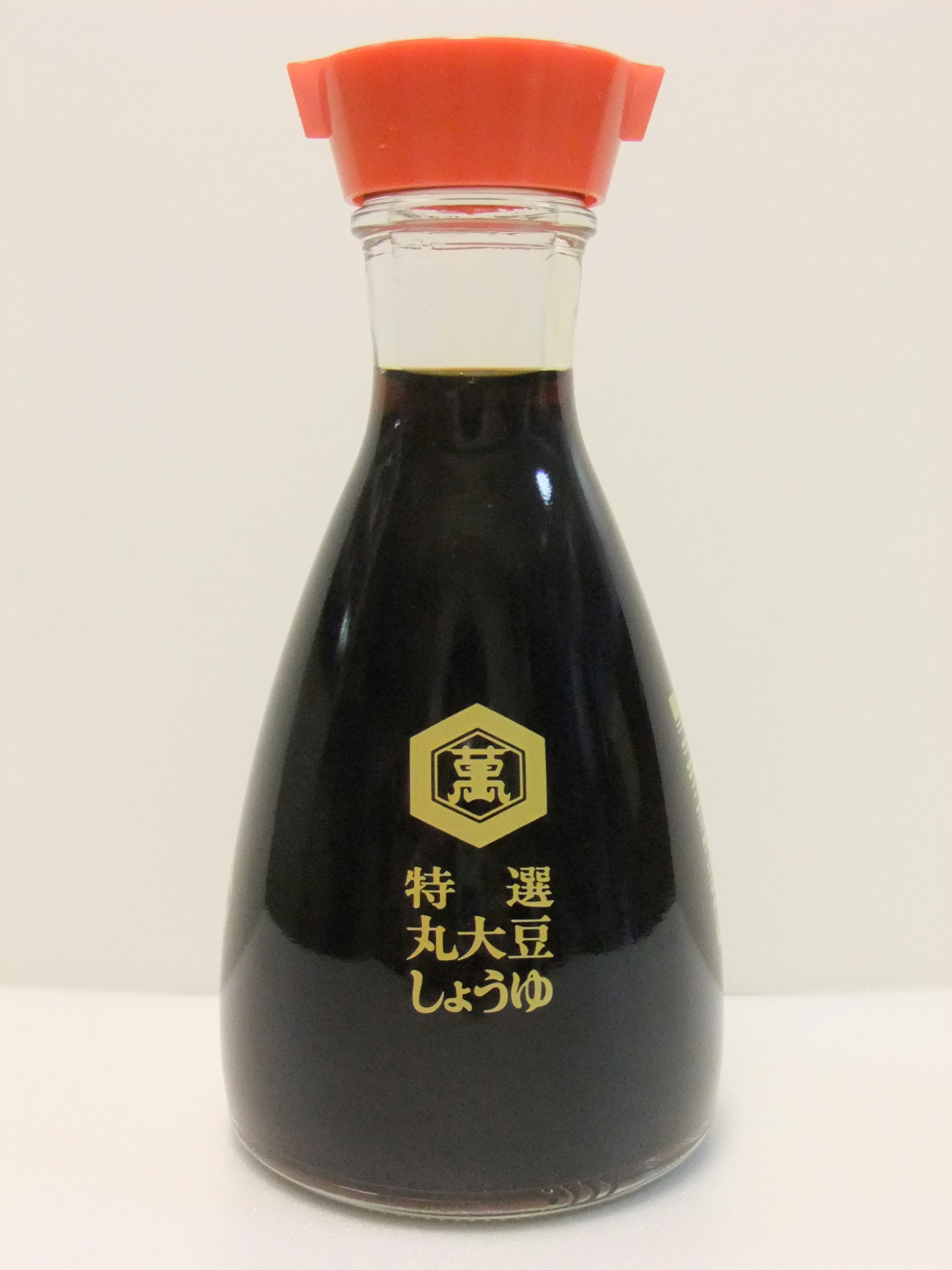
150 мл бутылочка с дозатором, разработанная Кэндзи Экуаном.

- Соевый соус Киккоман — самый популярный в Японии[10] и США.
- На логотипе компании (в небольшом шестиугольнике) изображён камон её основателя[11].
- Дизайн 150 мл бутылки с дозатором был разработан известным японским дизайнером Кэндзи Экуаном[англ.] в 1961 году[12]. За дизайн бутылочки художник в 1993 году был удостоен премии «Good Design Award» Японским институтом продвижения дизайна[англ.][13], а в 2003 году получил престижную премию Lucky Strike Designer Award[нем.][14]. Также она выставляется в качестве постоянного экспоната в Центре дизайна земли Северный Рейн-Вестфалия в Германии и в Музее современного искусства в Нью-Йорке[15][16].